# Lago di Ridracoli
Il lago di Ridràcoli è un bacino artificiale montano sorto presso la frazione di Ridracoli, nel comune di Bagno di Romagna (FC), per alimentare l'acquedotto e la centrale idroelettrica adiacente. Ha una superficie di 1,035 chilometri quadrati, è profondo 92 metri e può contenere fino a 33,06 milioni di metri cubi di acqua. Condivide il nome con l'omonima diga, da cui trae origine.

## Descrizione
È un lago povero di nutrienti e ricco di ossigeno, per cui è poco pescoso. È popolato da ciprinidi e salmonidi. La sua temperatura media varia tra i 24 °C superficiali estivi e i 4 °C presenti in profondità o in inverno.
Intorno al lago, che si dispiega per oltre tre chilometri nel Parco nazionale delle Foreste Casentinesi, Monte Falterona e Campigna, si trova una distesa foresta mista di latifoglie mesofile e conifere, attraversata da sentieri turistici e attrezzata con aree per pic-nic. Un piccolo battello elettrico permette, da giugno ad agosto, di effettuare servizi di navigazione turistica sul lago.